# Yannick Dalmas
Yannick Dalmas (Le Beausset, 1961. július 28. –) francia autóversenyző, volt Formula–1-es pilóta, négyszeres Le Mans-i 24 órás futamgyőztes.

## Pályafutása
1984-ben a francia Renault csapattal bajnok volt, s az újonnan alapított ORECA csapattal nagyszerűen helytállt az 1985-ös Formula–3-as sorozatban, második helyen végezve az összetettben. A következő állomás a Formula-3000 volt. A Larrousse Camels képviseletében még az év vége előtt bemutatkozhatott a Formula–1-ben. 1990-ben az alig jegyzett AGS csapatához igazolt, de sokszor a selejtező futamokon sem jutott túl. Pályafutása akkor kezdett el ismét felfelé ívelni, amikor a Peugeot sportkocsicsapatához igazolt, és megnyerte  az 1992-es Le Mans-i 24 órás autóversenyt. 1993 óta főleg túraautókkal versenyez.

## Eredményei

### Teljes Formula–1-es eredménysorozata
(Táblázat értelmezése)

(Félkövér: pole-pozícióból indult; dőlt: leggyorsabb kört futott) 

| Év   | Csapat                               | 1      | 2      | 3      | 4      | 5      | 6      | 7      | 8      | 9      | 10     | 11     | 12     | 13     | 14     | 15     | 16     | Helyezés | Pont |
| ---- | ------------------------------------ | ------ | ------ | ------ | ------ | ------ | ------ | ------ | ------ | ------ | ------ | ------ | ------ | ------ | ------ | ------ | ------ | -------- | ---- |
| 1987 | Larrousse Calmels                    | BRA    | SMR    | BEL    | MON    | DET    | FRA    | GBR    | GER    | HUN    | AUT    | ITA    | POR    | ESP    | MEX 9  | JPN 14 | AUS 5  | -        | 0    |
| 1988 | Larrousse Calmels                    | BRA Ki | SMR 12 | MON 7  | MEX 9  | CAN Nk | DET 7  | FRA 13 | GBR 13 | GER Ki | HUN 9  | BEL Ki | ITA Ki | POR Ki | ESP Ki | JPN    | AUS    | -        | 0    |
| 1989 | Equipe Larrousse                     | BRA Nk | SMR Ki | MON Nk | MEX Nk | USA Nk | CAN Nk | FRA    |        |        |        |        |        |        |        |        |        | -        | 0    |
| 1989 | Automobiles Gonfaronnaises Sportives |        |        |        |        |        |        |        | GBR Nk | GER Nk | HUN Nk | BEL Nk | ITA Nk | POR EX | ESP Nk | JPN Nk | AUS Nk | -        | 0    |
| 1990 | Automobiles Gonfaronnaises Sportives | USA Nk | BRA Ki | SMR Nk | MON Nk | CAN Nk | MEX Nk | FRA 17 | GBR Nk | GER Nk | HUN Nk | BEL Nk | ITA -  | POR Ki | ESP 9  | JPN Nk | AUS Nk | -        | 0    |
| 1994 | Tourtel Larrousse F1                 | BRA    | PAC    | SMR    | MON    | ESP    | CAN    | FRA    | GBR    | GER    | HUN    | BEL    | ITA Ki | POR 14 | EUR    | JPN    | AUS    | -        | 0    |

### Le Mans-i 24 órás autóverseny
| Év   | Csapat                    | Autó               | Csapattárs            | Csapattárs           | Helyezés | Kiesés oka  |
| ---- | ------------------------- | ------------------ | --------------------- | -------------------- | -------- | ----------- |
| 1991 | Peugeot Talbot Sport      | Peugeot 905        | Pierre-Henri Raphanel | Keke Rosberg         | Kiesett  |             |
| 1992 | Peugeot Talbot Sport      | Peugeot 905 Evo 1B | Derek Warwick         | Mark Blundell        | Győzelem |             |
| 1993 | Peugeot Talbot Sport      | Peugeot 905 Evo 1B | Thierry Boutsen       | Teo Fabi             | 2.       |             |
| 1994 | Joest Racing              | Dauer 962LM GT     | Hurley Haywood        | Mauro Baldi          | Győzelem |             |
| 1995 | Kokusai Kaihatsu Racing   | McLaren F1 GTR     | JJ Lehto              | Masanori Sekiya      | Győzelem |             |
| 1996 | Porsche AG                | Porsche 911 GT1    | Karl Wendlinger       | Scott Goodyear       | 3.       |             |
| 1997 | Porsche AG                | Porsche 911 GT1    | Emmanuel Collard      | Ralf Kelleners       | Kiesett  |             |
| 1998 | Joest Racing              | Porsche LMP1       | Michele Alboreto      | Stefan Johansson     | Kiesett  | Elektronika |
| 1999 | BMW Motorsport            | BMW V12 LMR        | Pierluigi Martini     | Joachim Winkelhock   | Győzelem |             |
| 2000 | Mopar Team ORECA          | Reynard 2KQ-LM     | Nicolas Minassian     | Jean-Philippe Belloc | Kiesett  |             |
| 2001 | Viper Team ORECA          | Chrysler LMP       | Stéphane Sarrazin     | Franck Montagny      | Kiesett  | Motorhiba   |
| 2002 | Audi Sport Japan Team Goh | Audi R8            | Hiroki Katō           | Ara Szeidzsi         | 7.       |             |

## Fordítás
- Ez a szócikk részben vagy egészben  a   Yannick Dalmas című angol Wikipédia-szócikk fordításán alapul.  Az eredeti cikk szerkesztőit annak laptörténete sorolja fel. Ez a jelzés csupán a megfogalmazás eredetét és a szerzői jogokat jelzi, nem szolgál a cikkben szereplő információk forrásmegjelöléseként.